# Sant’Andrea (Bergamo)
Die Kirche Sant’Andrea ist ein katholisches Gotteshaus in Bergamo, das sich im oberen Teil der Stadt, in der Via Porta Dipinta 39, befindet. Im 19. Jahrhundert von Ferdinando Crivelli auf den Fundamenten eines Vorgängerbaus wieder aufgebaut, beinhaltet sie bemerkenswerte Altarbilder von Andrea Previtali, Il Moretto, Francesco Bassano, Enea Salmeggia, Gian Paolo Cavagna, Jacopo Palma der Jüngere, Padovanino, Gian Giacomo Barbello und anderen.

## Geschichte
Ihr heutiges Aussehen verdankt sie einem Projekt von Ferdinando Crivelli, das ab 1837 auf den Resten einer bereits im 16. und 17. Jahrhundert bestehenden frühchristlichen Friedhofsbasilika errichtet wurde. In einer notariellen Urkunde vom 5. Mai 785, heute im Staatsarchiv von Bergamo aufbewahrt, wird sie als basilica Sancti Andreae bezeichnet.

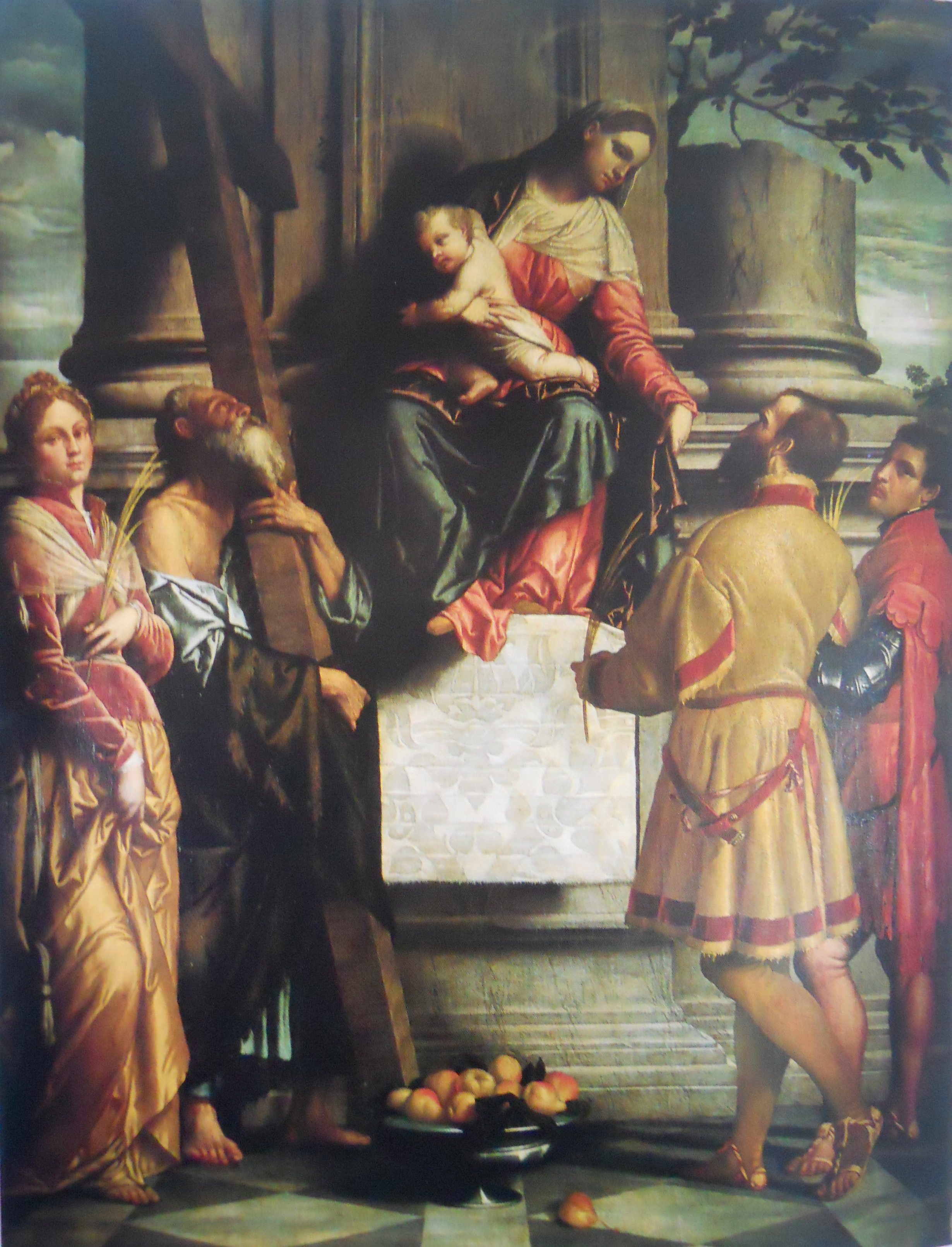
Zwischen den Heiligen Andreas, Eusebia, Domno und Domneone thronende Madonna – Moretto

Eine Gedenktafel im Inneren der Kirche erinnert an die Entdeckung einer Krone und eines silbernen Kelches im Jahr 1295. Am 24. Juli 1401 wurde unter dem Hochaltar der antike Sarkophag mit den Überresten dreier Personen und einem Grabstein aus dem 5. Jahrhundert mit den Namen dreier Personen gefunden: Domno und seine Neffen Eusebia und Domnone. Damals wurden sie fälschlicherweise als frühchristliche Märtyrer identifiziert, daher der Kult der heiligen Eusebia von Bergamo und der Heiligen Domno und Domneone, wegen des Akronyms BM, das ihre Namen begleitete, interpretiert als „Beati Martyres“, während in Wirklichkeit wahrscheinlich nur „Bonae Memoriae“ oder „Bene Merentes“ gemeint war. Ihnen hat Moretto ein prächtiges Altarbild gewidmet, das noch im Inneren der Kirche erhalten ist.
Aufgrund der Schäden, die durch den Bau der venezianischen Mauern (1561–1588) verursacht wurden, erhielt die Kirche von der Republik Venedig eine Entschädigung von 300 Scudi, dank derer sie 1592 wieder aufgebaut und neu geweiht wurde. Im Jahr 1591 wurde sie als unabhängige Pfarrei gegründet, indem sie das Gebiet von ihrem Nachbarn San Pancrazio abtrennte. Eine spätere Umstrukturierung geht auf das Jahr 1689 zurück, als Bischof Daniele Giustiniani am 23. Juni den Grundstein legte.
1805 wurde die angrenzende Pfarrei San Michele al Pozzo Bianco durch ein Dekret von Napoleon aufgehoben und ihr Gebiet an die Pfarrei Sant’Andrea angegliedert. Die alte Kirche war damals zu klein für ein recht großes Gebiet und eine ziemlich große Bevölkerung. Außerdem stand sie auf einer niedrigeren Ebene als das Straßenniveau der Via Porta Dipinta und wurde von Privatgebäuden verdeckt. Die Bedeutung dieser Straße ist in der Zwischenzeit gestiegen, da sie sich über die Porta Sant’Agostino hinaus in die Via Pignolo und dann in die Via Borgo Palazzo erstreckte. Sie führte nach Brescia und von dort nach Venedig. Auch aus diesem Grund ließen die wichtigsten Familien des bergamasker Adels ihre prächtigen Paläste entlang dieser Straße errichten: Palazzo Suardo, Palazzo Da Ponte, Palazzo Grumelli, Palazzo Moroni, Palazzo Benaglio, Palazzo Sottocasa, während andere Adelsfamilien bereits dort lebten, wie die Passi Preposulo und die Rivola.
Bereits 1829 wurde der Architekt Giacomo Romilli mit dem Entwurf der kompletten Erneuerung beauftragt. Ein ähnliches Projekt wurde auch von einem Ingenieur für die Kirche San Michele al Pozzo Bianco ausgearbeitet, aber glücklicherweise nicht ausgeführt. Das Projekt von Giacomo Romilli umfasste ein klassizistisches Gebäude mit einer von Pilastern und einem Tympanon geprägten Fassade, einer kleinen halbkugelförmigen Kuppel und einem hohen Glockenturm. Aus derzeit nicht bekannten Gründen wurde dieses Projekt nicht ausgeführt. Die ersten Kontakte zwischen der Kirchenverwaltung unter der Leitung des Grafen Guglielmo Lochis, Sammler und Vorsteher der Stadt Bergamo, und dem jungen Architekten Ferdinando Crivelli, beide unweit der Kirche ansässig, gehen auf das Jahr 1837 zurück. Crivelli hat mehrere Pläne ausgearbeitet: das erste 1838, das zweite 1840. Erst ein dritter wurde tatsächlich zwischen 1840, als mit dem Abriss der alten Kirche begonnen wurde, und 1847, als die Kirche am 28. November von Bischof Carlo Gritti Morlacchi geweiht wurde, ausgeführt. Crivelli ließ sich im Wesentlichen von einem Projekt inspirieren, das der berühmte Architekt Giacomo Quarenghi aus Bergamo 1798 für die Kapelle der Malteserritter im Voroncov-Palast in Sankt Petersburg konzipiert und realisiert hatte. Ein Element der Originalität ist die Kuppel, die nicht im Quarenghi-Gebäude zu finden ist und die Crivelli in Anlehnung an das Pantheon entworfen hat.
Am Ende der Arbeiten wurden in den Seitenschiffen der Kirche die bereits vorher vorhandenen Gemälde angebracht, zu denen Guglielmo Lochis zwei Krippenbilder hinzufügte, die zu seiner eigenen Sammlung gehörten: eines, das 1590 von Enea Salmeggia gemalt und signiert wurde, das andere, das Jacopo Negretti zugeschrieben wird und wahrscheinlich, wegen der stilistischen Nähe zur Mariengeburt, welches zwischen 1591 und 1603 für die Kirche San Trovaso in Venedig hergestellt wurde, um 1603 ausgeführt wurde.

## Struktur und Werke

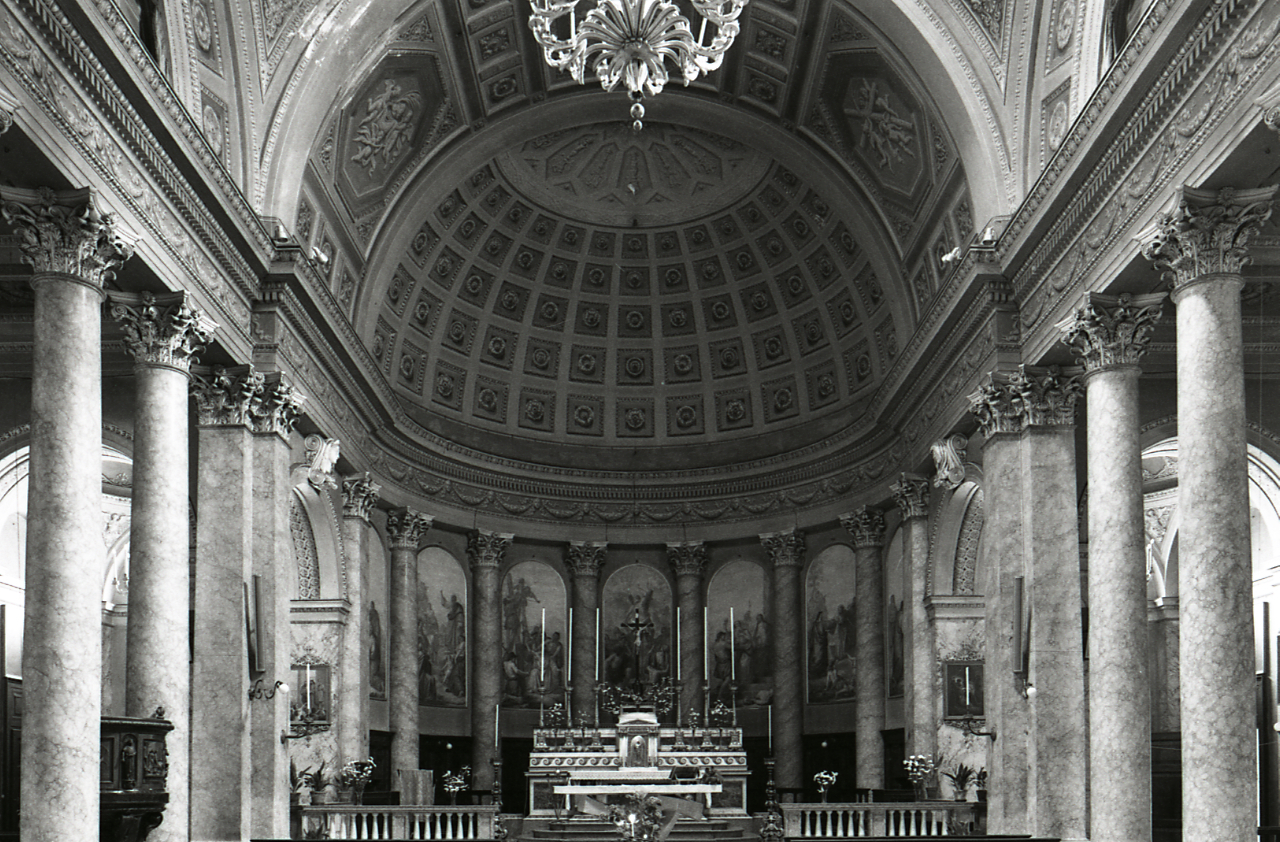
Kirchenschiff auf einem Foto von Paolo Monti

Die Fassade der Kirche ist im Vergleich zu Crivellis Projekt, das einen von korinthischen Säulen getragenen und von einem Tympanon mit dem Martyrium von Domnione, Domno und Eusebia gekrönten Pronaos vorgesehen hatte, unvollendet und wirkt sehr einfach und kahl. Nur die drei von Crivelli entworfenen Portale aus weißem Zandobbio-Marmor sind erwähnenswert. Das Innere hat einen dreischiffigen Grundriss mit einer halbkugelförmigen Kuppel und einer Apsis auf der Rückseite.
Das Gebäude besteht aus zwei Ebenen: Die untere, ursprünglich als unterirdische (Winter-)Kirche konzipiert, wurde 1951 vom damaligen Probst Don Antonio Galizzi in ein Theater umgewandelt, um der Pfarrei ein Versammlungszentrum zu bieten. Es gab Theatervorstellungen, Gesangs- und Musikaufführungen und Filmvorführungen. Mit dem Rückgang der Bevölkerung und der Konzentration der Aktivitäten und der Jugendseelsorge im Oratorium des Seminarino wurde das Theater geschlossen und blieb viele Jahre ungenutzt. Im Sommer 2018 übertrug es die Pfarrei Sant’Andrea als Leihgabe zur freien Nutzung an das Theaterzentrum der Universität Bergamo, das seinen Sitz dorthin verlegte und Kurse für Theater und Theateraufführungen von Professoren und Studenten der Universität organisierte.
Im Obergeschoss befindet sich der Kirchensaal, in dem wertvolle Kunstwerke aufbewahrt werden. Zu den alten gehören die Madonna auf dem Thron mit dem Kind zwischen den Heiligen Eusebia, Andrea, Domno und Domneone, gemalt zwischen 1536 und 1537 von Moretto, die Beweinung Christi von Andrea Previtali, gemalt 1523, die von den Hirten angebetete Krippe von Giovanni Paolo Cavagna, signiert und datiert 1605 (sie wurde von den in der Konfraternität Santa Maria della Pace eingeschriebenen Frauen geschenkt). In den Lücken der Decke befanden sich drei Gemälde, die sich heute in der Sakristei befinden und um 1630 von Padovanino gemalt wurden und folgendes darstellen: das Martyrium des Heiligen Andreas, den Chor der fröhlichen Engel und den Chor der Engel mit Musikinstrumenten.
Graf Guglielmo Lochis schenkte der Pfarrkirche anlässlich der Neueinweihung am 28. November 1847 eine von den Hirten angebetete Geburt von Jacopo Palma dem Jüngeren, datierbar um 1603, und eine von den Hirten verehrte Geburt von Enea Salmeggia, datierbar auf 1590.
Von der nahe gelegenen Kirche San Michele al Pozzo Bianco wurde nach Sant’Andrea gebracht: der Ruhm des Heiligen Nikolaus von Tolentino, signiert von Gian Giacomo Barbell und datiert 1653, das Altarbild mit San Donnino von Francesco Bassano, datiert um 1585, zwei Gemälde von Antonio Cifrondi, datiert 1690: Christus mit der Ehebrecherin und das letzte Abendmahl.
Andere Werke gehören zur Ausstattungskampagne nach der Rekonstruktion des 19. Jahrhunderts: die Temperamalereien in der Apsis mit fünf Episoden aus dem Leben des Heiligen Andreas, die ab 1868 von Gian Battista Epis, einem Schüler der Accademia Carrara, gemalt wurden; vier Tafeln mit Heiligenfiguren auf Goldgrund, die 1881 von Giovanni Pezzotta für den neuen Thron der Gürtelmadonna gemalt wurden; der Kreuzweg, von Gian Battista Riva aus dem Jahr 1898; ein Altarbild mit Joseph und Jesus als Heranwachsender, das von Giuseppe Riva Ende des 19. Jahrhunderts gemalt wurde; vom selben Autor ist ein Leinwandgemälde mit der Madonna, die der heiligen Monika den Gürtel schenkt, das die Nische des linken Seitenaltars bedeckte, als das Bildnis der Jungfrau Maria entfernt wurde, um es über dem besagten Thron zu platzieren. Es sei daran erinnert, dass die Statue (datierbar auf das Ende des 18. Jahrhunderts) und der für die augustinische Tradition typische Kult der Muttergottes mit dem Gürtel zur Zeit der napoleonischen Unterdrückung (1797) aus der Kirche des nahe gelegenen Augustinerklosters übertragen wurden. Dasselbe geschah mit dem Bild und den Kult der Madonna vom guten Rat, das in die Kirche San Michele al Pozzo Bianco verlegt wurde.